# Ibn al-Arabi
|  | No s'ha de confondre amb Ibn al-Arabí. |

Abu-Abd-Al·lah Muhàmmad ibn Ziyad, conegut com a Ibn al-Arabí, fou un destacat filòleg àrab oriünd de Kufa, on va néixer el 767.
Va escriure unes vint obres de les que només quatre s'han conservat.